# Ghirardelli Chocolate Company
La Ghirardelli Chocolate Company és una empresa xocolatera nord-americana, propietat actualment de la multinacional bombonera suïssa Lindt & Sprüngli. L'empresa va ser fundada pel xocolater italià Domenico Ghirardelli, qui, després de treballar durant uns anys a Amèrica del Sud, es va traslladar a Califòrnia. La Ghirardelli Chocolate Company es va constituir el 1852 i és la tercera empresa de xocolata més antiga dels EUA, després de Baker's Chocolate i Whitman's. Una altra empresa xocolateria important de San Francisco és Guittard, amb una història contemporània i similar a la de Ghirardelli, però avui encara en mans de la família fundadora.

## Història

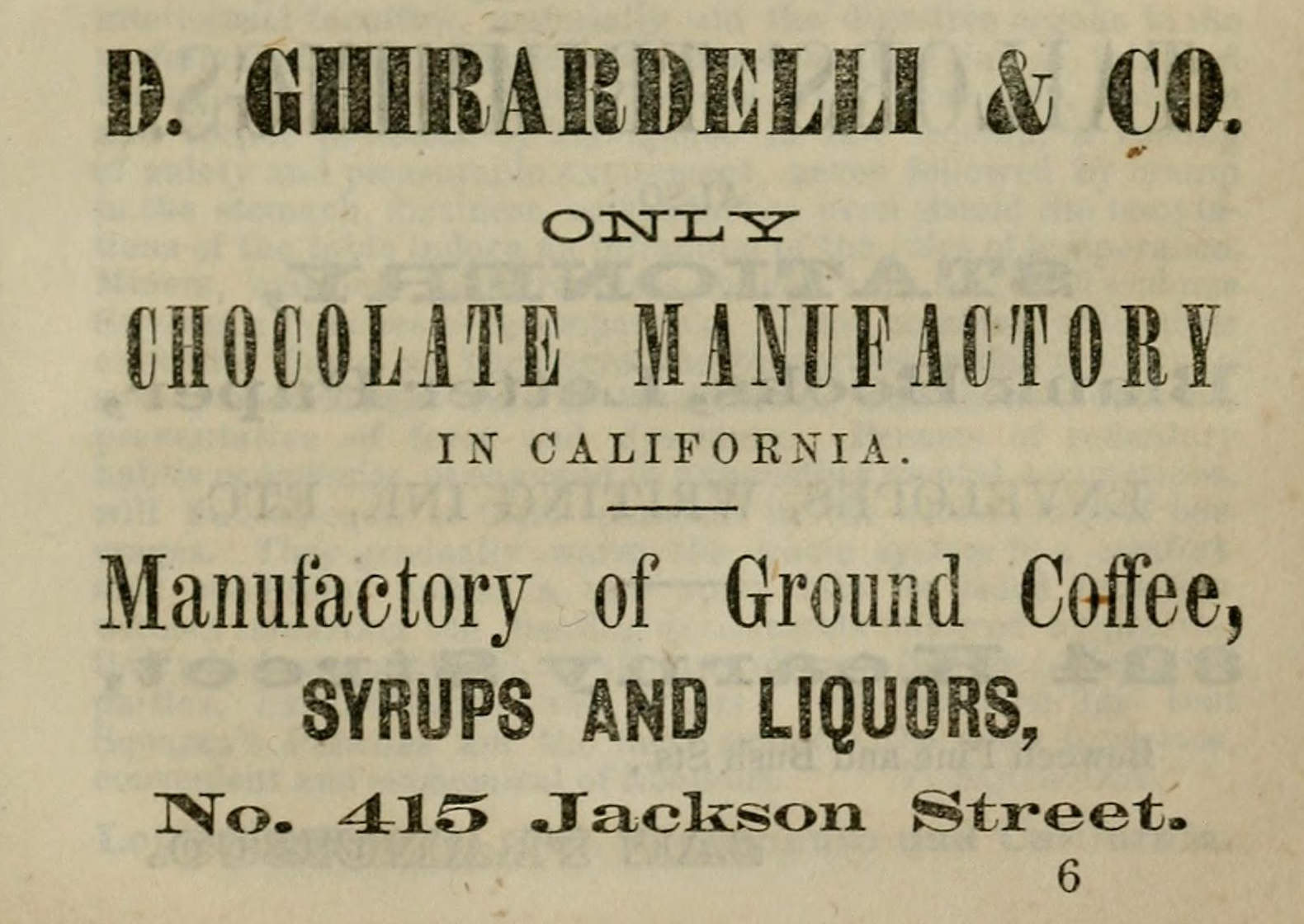
Anunci de 1864 de The California Miner's Almanac

### Orígens
Domenico Ghirardelli va néixer el 1817 a Rapallo, Itàlia, fill d'un "importador d'aliments exòtics" i la seva dona. Domenico va rebre la seva primera educació en el comerç de la xocolata quan de petit va ser aprenent d'un fabricant de caramels local. Quan tenia 20 anys, Ghirardelli va navegar a l'Uruguai amb la seva dona per treballar en un negoci de xocolata i cafè. Un any més tard, Ghirardelli es va traslladar a Lima, Perú, i va obrir una pastisseria. El 1847, nou anys més tard, un veí de Ghirardelli, James Lick, es va traslladar a San Francisco, Califòrnia, amb 600 lliures (270 kg) de xocolata Ghirardelli. Ghirardelli va romandre a Lima i va continuar operant la seva botiga al Perú.

### El trasllat a Califòrnia
El 1849, Ghirardelli va rebre notícies de la febre d'or a Sutter's Mill i va navegar cap a Califòrnia. Després de fer algunes prospeccions, Ghirardelli va obrir una botiga general a Stockton, on oferia subministraments i confeccions als companys miners. La botiga de Ghirardelli va ser una de les primeres botigues que es van instal·lar a la zona.
Uns mesos més tard, Ghirardelli va obrir una segona botiga a la cantonada de Broadway i Battery a San Francisco, que es va convertir, el 1850, en el seu primer establiment a aquella ciutat.
Ghirardelli tenia una botiga general a Hornitos, una petita població de Califòrnia, entre 1856 i 1859, on va perfeccionar les seves receptes de xocolata. Les restes de la botiga encara es poden veure al poble.

### Història primerenca a San Francisco

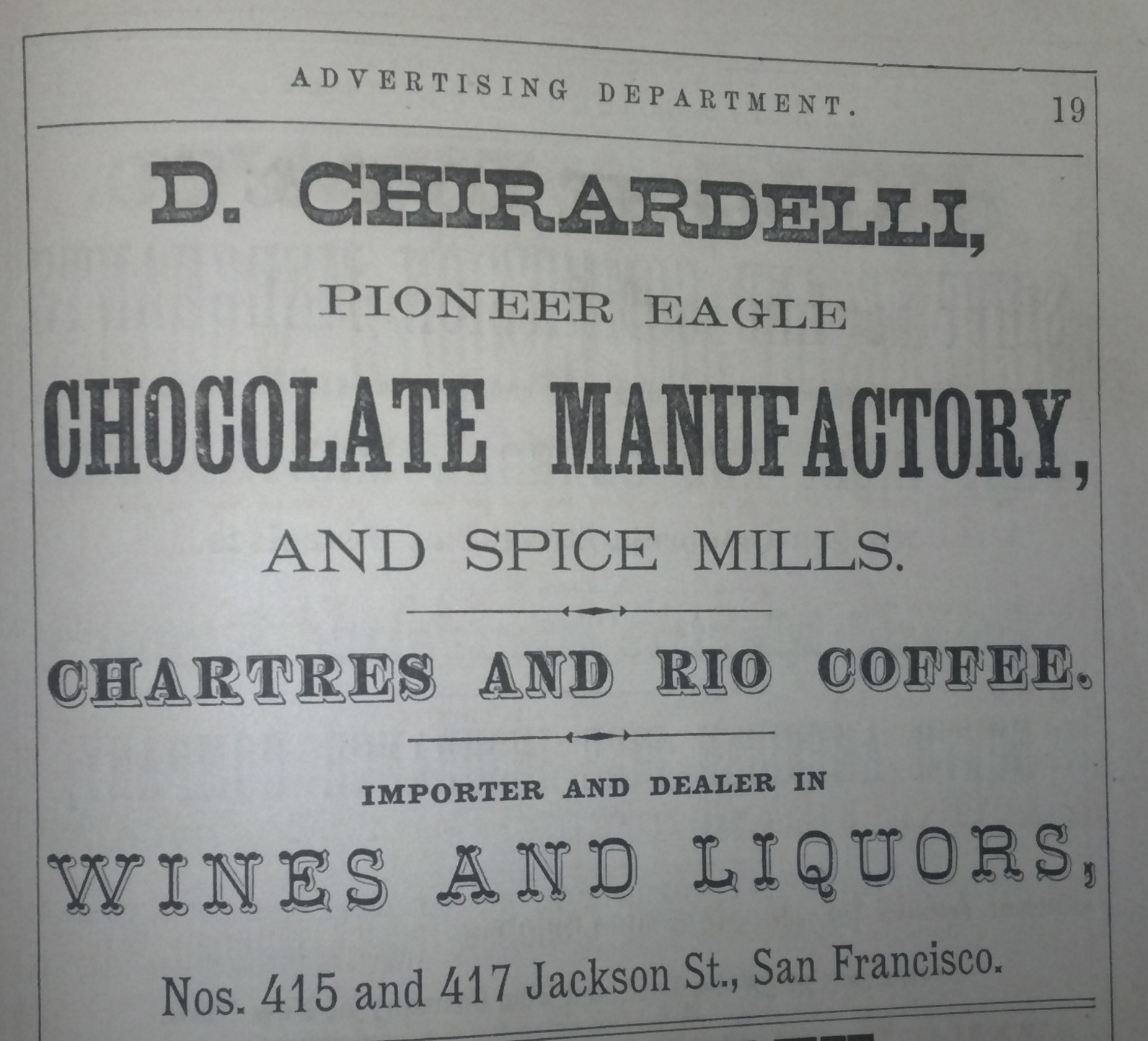
1871 Anunci de Ghirardelli

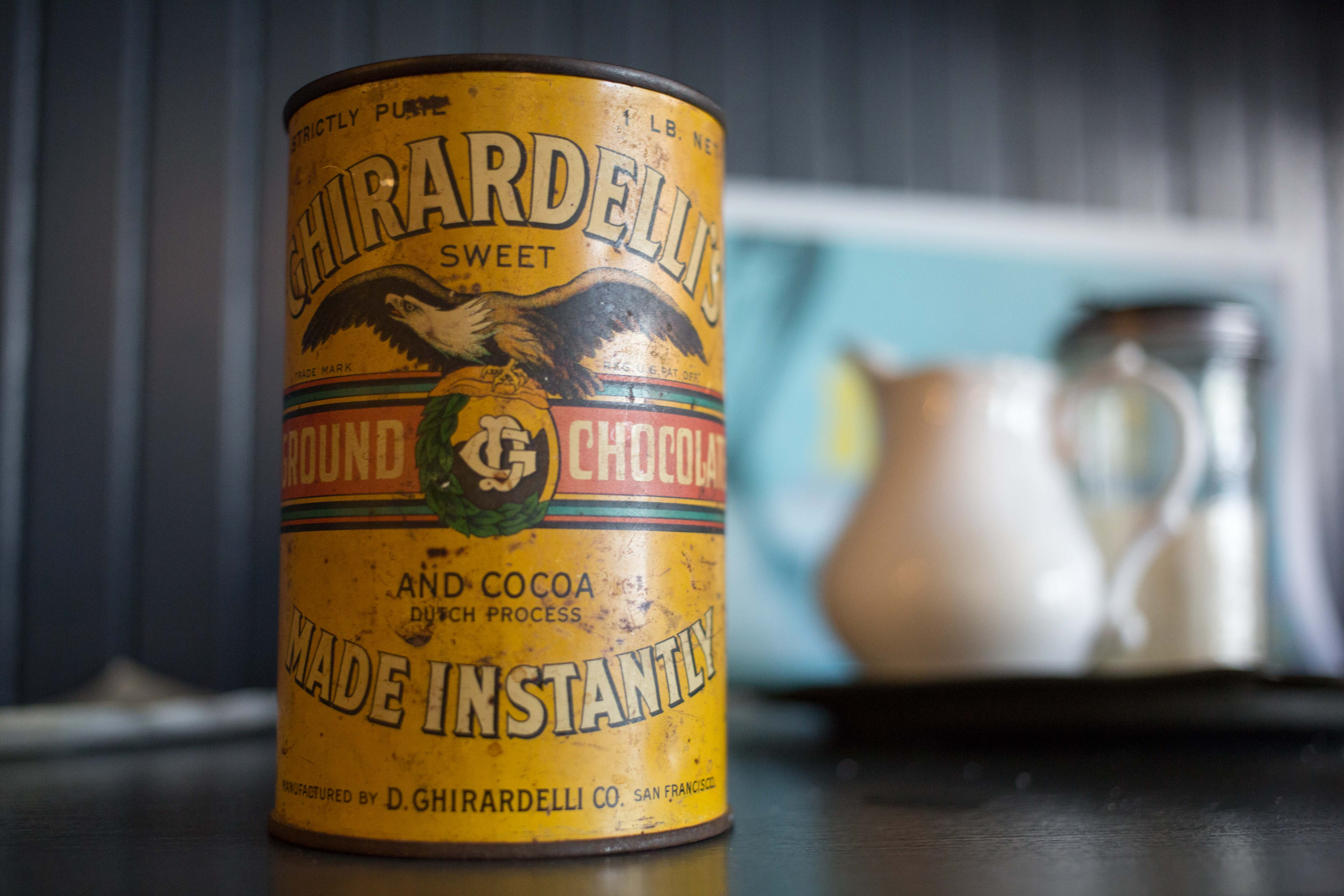
Una llauna de xocolata del segle XX

Un incendi el 3 de maig de 1851 va destruir el negoci de Ghirardelli a San Francisco i, uns dies després, la seva botiga de Stockton també es va cremar. Tanmateix, el setembre del mateix any Ghirardelli va utilitzar els seus actius restants per obrir la Cairo Coffee House a San Francisco. Aquesta empresa no va tenir èxit i Ghirardelli va obrir una nova botiga, anomenada Ghiardelli & Girard, a la cantonada dels carrers Washington i Kearny a San Francisco. Poc després, Ghirardelli estava guanyant prou diners per enviar a buscar la seva família, que encara vivia al Perú. Va canviar el nom de l'empresa a D. Ghirardelli & Co. i el 1852 va importar 200 lliures (91 kg) de grans de cacau. L'empresa es va constituir l'any 1852 i des de llavors ha estat en funcionament continuat.
L'any següent, el 1853, el negoci es va traslladar a la cantonada dels carrers Jackson i Mason. El 1855, es necessitava una instal·lació de fabricació més gran i, per tant, la fàbrica es va traslladar a la cantonada dels carrers Greenwich i Powell, mentre que l'oficina es va mantenir a la ubicació anterior. Durant aquest temps, l'empresa va vendre licor, però va abandonar la seva línia de productes alcohòlics en algun moment després de 1871. El 1866 l'empresa ja importava unes 1,000 lliures (450 kg) de llavors de cacau a l'any. En aquell moment, l'empresa no només venia xocolata, sinó també cafè i espècies als Estats Units, la Xina, el Japó i Mèxic. El 1885, l'empresa ja importava 450,000 lliures (200.000 kg) de llavors de cacau.
El 1892, Ghirardelli es va retirar com a cap de l'empresa i va ser substituït pels seus tres fills. Dos anys més tard, el 17 de gener de 1894, Ghirardelli va morir als 77 anys a Rapallo, Itàlia.

### 1900-actualitat

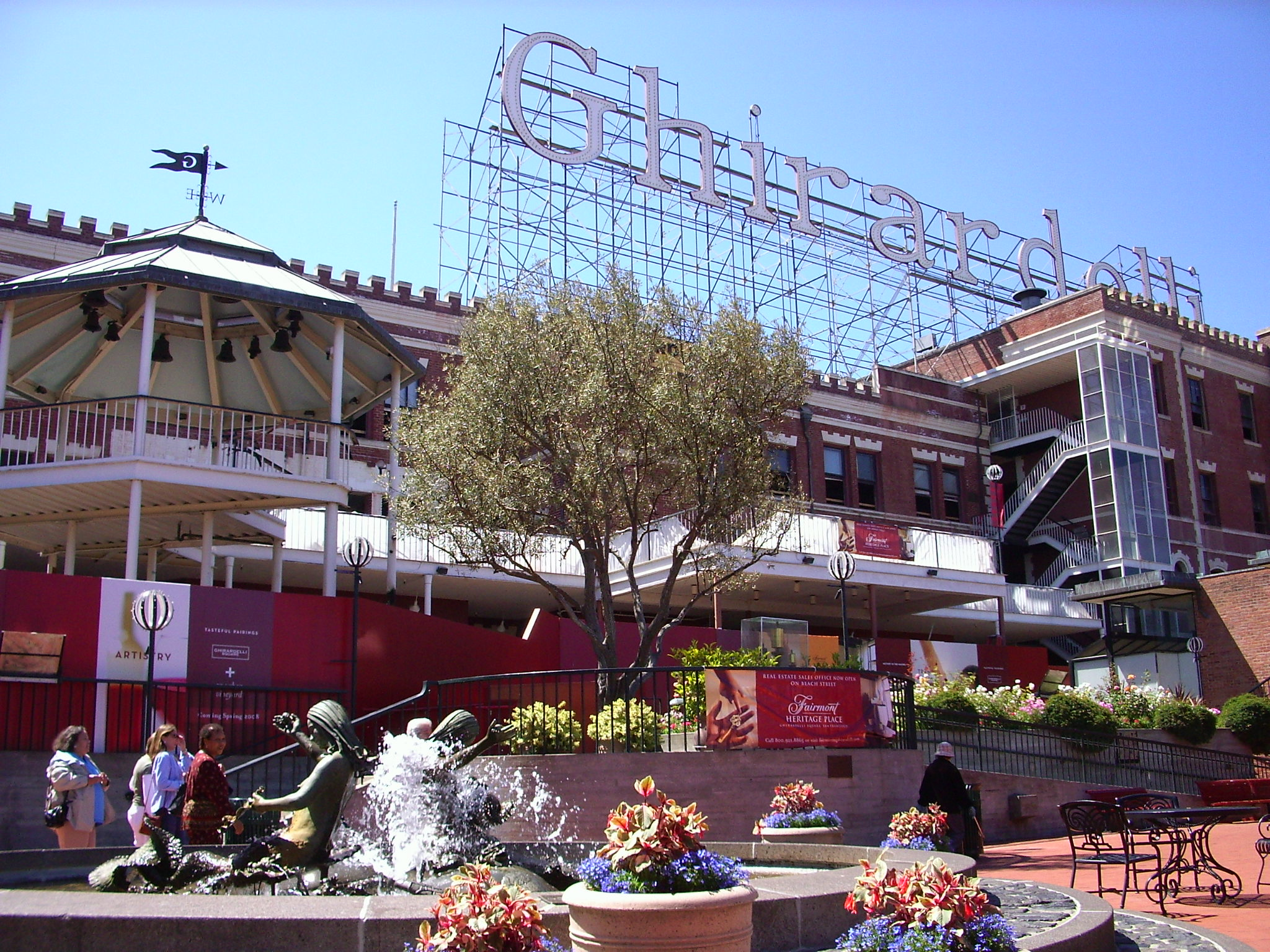
La Plaça Ghirardelli Square a San Francisco

L'any 1900 l'empresa de Ghirardelli només venia xocolata i mostassa, després d'haver venut els seus negocis de cafè i espècies. La posterior expansió al llarg dels anys en diferents edificis va permetre a l'empresa obrir-se a nous mercats i créixer financerament. El 1965, San Francisco va declarar la plaça Ghirardelli (on s'hi havien construït molts dels edificis Ghirardelli) com a lloc històric oficial de la ciutat. Dos anys més tard, les instal·lacions de producció es van traslladar a San Leandro, Califòrnia (37° 42′ 40″ N, 122° 08′ 42″ O / 37.711°N,122.145°O)

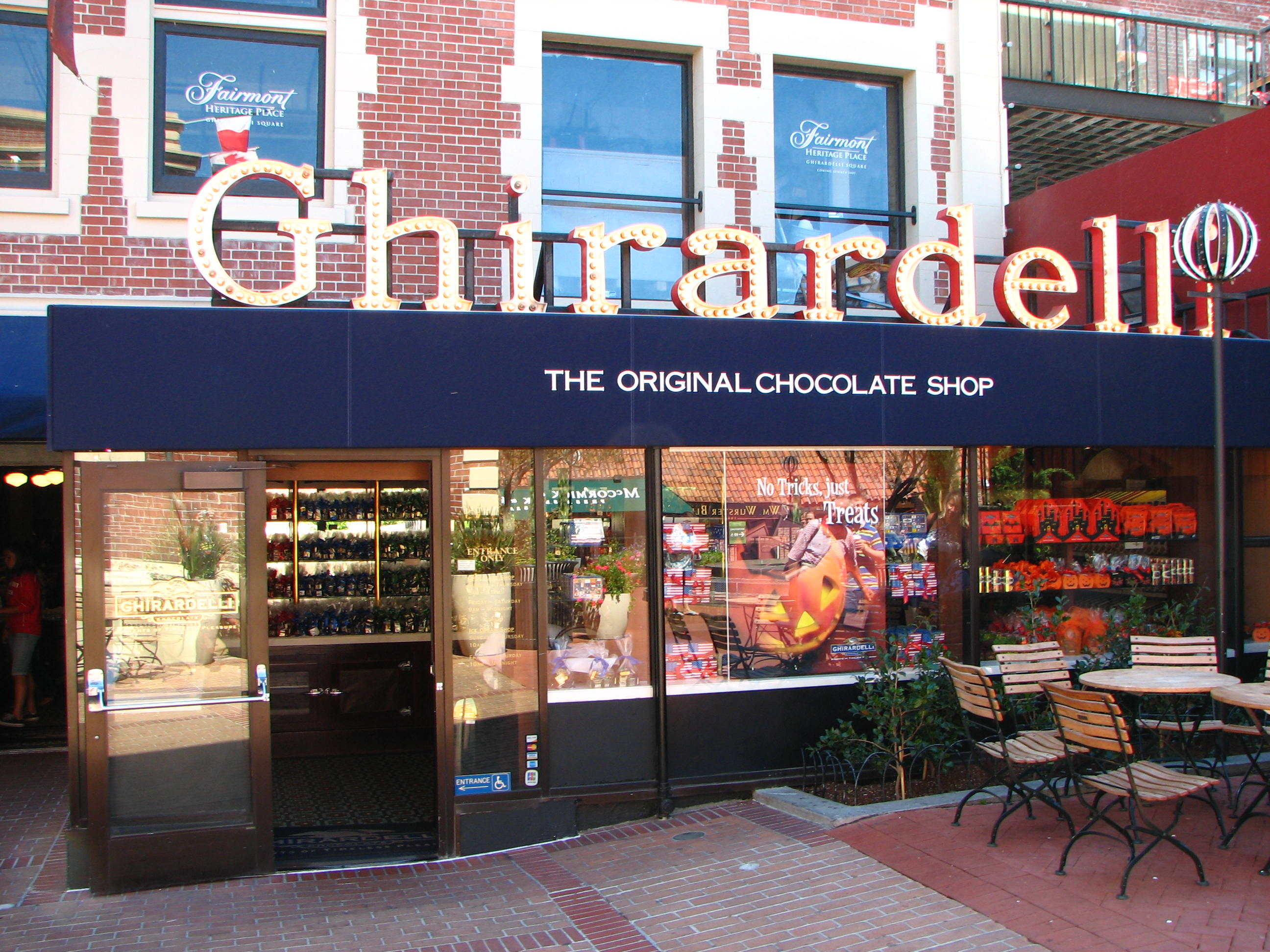
Ghirardelli Chocolate Shop, a San Francisco

Des de la dècada de 1960, Ghirardelli també s'ha dirigit a centrar-se en una divisió de restaurant venent gelats tous (sundaes) amb la seva famosa salsa de xocolata calenta. En un dels seus primers menús de la dècada de 1960 van incloure cinc "Nob Hill Sundaes", tots amb el nom de diferents punts de referència, aspectes històrics o figures locals de San Francisco (Twin Peaks, Golden Gate Banana Split, Strike it Rich, The Rock i el emperador Norton). A partir del 2019, van presentar més de 15 sundaes diferents.
El 1963, Ghirardelli Chocolate Company va ser comprada per la Golden Grain Macaroni Company, fabricant del Rice-A-Roni (Arròs-a-roni), un preparat de menjar ràpid molt popular als EUA. Més tard, el 1986, l'empresa d'alimentació Quaker Oats va comprar Golden Grain i, per tant, Ghirardelli. El 1992, Quaker Oats va vendre la divisió Ghirardelli Chocolate a un grup d'inversió privat. John J. Anton, membre d'aquest grup, es va convertir en el president i conseller delegat de la recentment independent Ghirardelli Chocolate Company. Lindt i Sprüngli, de Suïssa, van adquirir Ghirardelli Chocolate Company el 1998 com a filial del seu holding.

## Producció

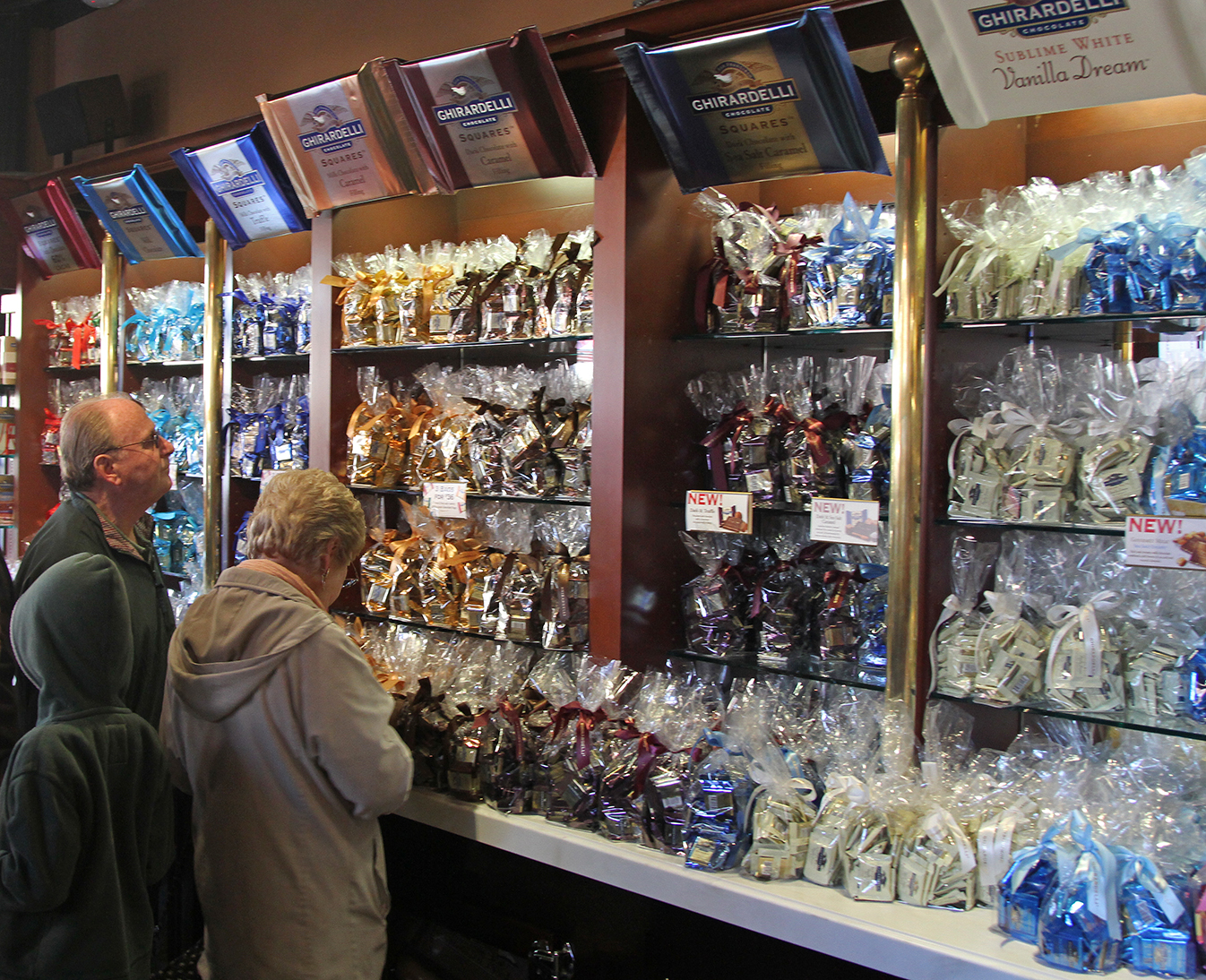
Una selecció de bombons Ghirardelli a la botiga Ghirardelli Chocolate Company de Ghirardelli Square a San Francisco, Califòrnia

Segons el seu propi lloc web, Ghirardelli és una de les poques empreses de xocolata als Estats Units que controla tots els aspectes del seu procés de fabricació de xocolata, rebutjant fins a un 40% de les llavors de cacau rebudes per tal de seleccionar el que l'empresa anomena les llavors de "més alta qualitat". A continuació, l'empresa rosteix les llavors de cacau a la seva factoria, traient-ne la closca exterior de la llavor i rostint l'interior, anomenats faves o pinyols. A continuació, la xocolata es tritura i es refina fins que les partícules siguin de 19 micròmetres de mida.

## Productes
Ghirardelli produeix diversos sabors de xocolata. La xocolata es ven en forma de barra o en quadrats miniatura.
Ghirardelli també ven articles de servei d'alimentació, com ara begudes de xocolata i salses aromatitzades, a altres minoristes.

## Problemes reportats
El 2015, un laboratori independent va analitzar 127 productes de xocolata de Ghirardelli per esbrinar-hi el contingut de plom i cadmi i va trobar que 96 dels 127 contenien plom i/o cadmi per sobre del llindar de seguretat definit per la Proposició 65 de Califòrnia, del 1986.
A partir d'aquests resultats, la ONG dedicada a millorar la qualitat corporativa As You Sow va registrar avisos a més de 20 empreses, incloses Ghirardelli i Trader Joe's, per no haver proporcionat als consumidors l'advertència legalment requerida que els seus productes de xocolata contenen cadmi, plom o tots dos. La demanda es va resoldre el 2018.